# دوروثي بوكانان
دوروثي بوكانان (بالإنجليزية: Dorothy Quita Buchanan)‏ هي معلمة موسيقى وملحنة نيوزيلندية، ولدت في 28 سبتمبر 1945.